# أولاد منصور (سطيف)
أولاد منصور هي قرية جزائرية تابعة لبلدية الأوريسية: الكائنة بدائرة عين أرنات، بولاية سطيف